# Лянцкоронські

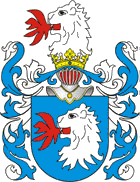
Родовий герб Задора — герб шляхтичів Лянцкоронських

Герб графів Лянцкоронських

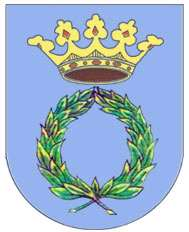
Сучасний герб Лянцкорона

Лянцкоронські (пол. Lanckorońscy) — стародавній польський шляхетський рід гербу «Задора». Найвідоміший представник — Предслав Лянцкоронський, хмільницький староста часів польського короля Сигізмунда I Старого та козацький ватажок (гетьман).

## Відомості
Рід відомий з 1370 року. Протопластом (засновником) Лянцкоронських прийнято вважати Пшедбура з Бжезя і Водзіслав'я (пол. Przedbór z Brzezia i Wodzisławia) (?—1387/1388) — краківського підстолія (з 1364), королівського маршалка (з 1376). Прізвище походить від назви села Лянцкорона (інша версія — Ландскруна).
Дві гілки династії Лянцкоронських походять від двох синів: старшого Збіґнева з Бжезя, та молодшого, який до середини XVI століття носив прізвище Водзіславський з міста Водзіслав і який прийняв прізвище Лянцкоронські. Маєток в Бжезі був проданий родиною Лянцкоронських у XVIІ ст. Старший з роду носив також подвійне прізвище Лянцкоронські-Бжезькі (Lanckoroński-Brzezki).
У пізніші часи Лянцкоронські продовжували залишатись одним із найвпливовіших родів Поділля і Брацлавщини. Додатково до свого прізвища вони додали придомок «з Бжезя». У 1565 році Лянцкоронські заснували у Хоржівцях містечко, яке назвали його Новий Бжезь, бо Лянцкоронські підписувалися «з Бжезя». Поступово ця назва перетворилася на Збриж.
Найвідомішими маєтками родини на території України був палац у селищі Розділ, яке розташоване на берегах Колодниці, лівої притоки Дністра, містечко Лянцкорунь (тепер село Зарічанка), Тартаків, Збриж, Ягільниця, Комарно.
Наприкінці ХІХ ст. на рештках замку Потоцьких у Тартакові було зведено палац коштом тодішнього власника Тартакова Збіґнєва Лянцкоронського.
Родина Лянцкоронських у 1967 році створила Фундацію «Родини Лянцкоронських з Бжезя» (Fundacja Lanckorońskich z Brzezia — пол., DE BRZEZIE LANCKORONSKI FOUNDATION — англ.).

## Особи
Адам Бонецький стверджував, що рід ділився на дві основні гілки: одна — на Лянцкороні, потім — на Ягільниці, друга — на Влодзіславі (Włodzisław).
- Збігнев з Бжезя — зем'янин у Краківському повіті, його сини за заповітом короля Казимира ІІІ отримали на власність Влодзіслав з прилеглостями
  - Збіґнєв з Бжезя (?—до 1388) — дідич Велгомлинів, певне, залишив дочок
  - Пшедбур[4] з Бжезя і Влодзіслава (?—кін.1387) — краківський підстолій (1364), маршалок королівський (1376) і Королівства Польського з 1394[5]
    - Збіґнєв з Бжезя і Влодзіслава (?—1425) — маршалок королівський, маршалок коронний (з 1409), староста краківський (1409—1410), лельовський 1408, добжинський (1412—1413); 1410 отримав у заставу за 1000 гривень Лянцкорону, яку потім викупив у княгині Елізебет Мюнстерберзької з Мельштинських[5]
      - Миколай «Маршалкович» з Бжезя, Лянцкорони і Влодзіслава (?—бл.1462) — син від першого шлюбу, маршалок надвірний (1432—1434) і великий коронний (з 1440), підстолій краківський (з 1435), староста сандецький, віслицький і новокорчинський, дружина Феліція
      - Ян «Маршалкович»[2] з Бжезя, Лянцкорони і Влодзіслава (†1451) — син Збіґнєва від другого шлюбу, маршалок надвірний коронний (з 1448)[джерело?], засновник Влодзіславської гілки роду, дружина Магдалена з роду Грифів, удова Гінчі з Рогова[3]

  - Пакослав[4] (Пакош)
    - Збіґнєв на прізвисько «Бонк» (Bąk), протопласт Бонків, які у XVI ст. взяли прізвище Лянцкоронський[5]

### Гілка роду на Лянцкороні, потім на Ягільниці
- Миколай (пом. до березня 1462) — маршалок великий коронний, сандецький староста
  - Станіслав Маршалкович[2] (?—1489), дружина Анна Курозвенцька (Kurozwęcka)
    - Миколай[6], студент Краківського університету 1479, дружина Катерина зі Жмигроду Стадницька, дочка белзького воєводи
      - Геронім — скальський староста 1537, відомий вояк, дідич Нового Бжезя,[7] власник Балина та Новосілки приблизно з 1578[8]
        - Станіслав — скальський староста (1553 отримав від батька експектативу[9]) з 1566, галицький каштелян
          - Миколай — львівський хорунжий, чоловік Анни Станіславської
          - Геронім — підкоморій подільський, чоловік Барбари Каліновської
          - Ян — хорунжий подільський[10], дружина Барбара з Калиновських (дочка Марціна Калиновського, сестра Валентина Олександра Калиновського
            - Станіслав — 1650 році одержав Брацлавське воєводство, невдовзі став гетьманом польним коронним; дружина — Анна (Александра[11]), дочка люблінського каштеляна Збігнева Сененського.
              - Геронім — підкоморій кам'янецький (подільський) 1658 р., ротмістр королівський, староста скальський
              - Прецлав (Przecław[12]) — чернігівський каштелян 1689 р., староста скальський (1658 р. отримав дозвіл на його відступлення, чого не зробив)
              - Францішек Станіслав (?—1699) — співдідич Ягільниці, дружина Гелена Хоментовська
                - Миколай (похований 21 лютого 1706 в Ягільниці) — скальський староста
                - Агнешка, 1710 року посіла Скальське староство, однак справа довкола староства не була владнана на Сеймі 1710, а відкладена до наступного; чоловік — Валентій Казімеж Межеєвський[12] (Walenty Kazimierz Mierzejewski[12], гербу Шеліга[13])

              - Ян
              - Збігнев — староста скальський
              - Миколай
              - Марцін
              - Йоанна, чоловік Анджей Святопелк Завадзький[джерело?]

            - Ян — домініканець, йому 1616 року тітка Чурилова за 6000 флоринів віддала Васючин і Волицю[14]
            - Марцін, дружина Кристина Козетульська
              - Станіслав, перша дружина Констанція Телефус[12]
                - Войцех (?—1753) — подільський підстолій 1706, дружина Александра Залуська, равська воєводичка
                  - Францішек Казімеж, дружина Елеонора Гарчинська (Garczyńska)[15] (бл.1723—1785)[16]
                    - Францішек Стефан — равський староста, Юстина Лянцкоронська, брацлавська воєводичка
                      - Мацей (?—1810)
                      - Теодор —
                        - Теодор — власник маєтків (Нижнів, Трибухівці[17], Тартаків, Піддубці), дружина Ружа Росновська з Тартакова[18][19]
                          - Збігнев — доктор права, дідич Тартакова, дружина Францішка Мисловська (сестрениця)
                            - Пшецлав (1880—1889)

                          - Стефанія, з 1875 дружина Яна Урбанського[3]

        - Миколай (?—1597), дружина Анна з Ходороставу Журавінська
          - Станіслав[7] — подільський воєвода, дружина Зофія Замеховська (Ґольська), помер бездітним[9]
          - Зофія — дружина Миколи Чурила[7]

      - Агнешка
      - Уршуля[7]

    - Ян
    - Станіслав[6] — військовий товариш Яна Творовського (Бучацького), Марціна Каменецького, не був одруженим[20]
    - Предслав (Кшеслав) — хмільницький староста часів польського короля Сигізмунда I Старого[6],

  - Ян[2], помер бездітним[6]

### Влодзіславська гілка
- Ян (?—1451)
  - Збігнев (?—до1497) — ойцувський староста, дружина Катерина з Кобилян (?-не раніше 1523)
    - Абраам
    - Адам[3] (?—1517) — ойцувський староста
      - Ян Влодзіславський (Лянцкоронський) (?—1564) — пограбував костел у Влодзіславі та віддав його кальвіністам, загинув в Інфляндській війні, дружина Анна з Курозвенок
        - Геронім (Ярош) — сандомирський ловчий, перша дружина Зофія Дембінська, удова Мартина Чурила, дочка краківського каштеляна, друга — Анна з Дрогичан, дочка любачівського каштеляна Сендзівуя
          - Адам (?—1614) — дружина Ева, дочка Анджея Рея, помер бездітним
          - Самуель (?—1634) — віслицький 1618 і сандецький 1634 каштелян, малогоський староста, дружина Дорота з Фірлеїв, мав 7 синів
            - Пакослав Казімеж[21] — після смерті дружини Анни Дембінської г. Равич став ксьондзом, пробощом в Освенцімі
              - Францішек[22] (бл.1645-1715)[23]
                - Вавжинець (пом. 1751) — стопницький, бохенський староста, 1696 року від Героніма Лянцкоронського набув Ягільницю та Жванець з прилеглостями, дружина Францішка з Тарлів[24]
                  - Станіслав Пйотр (1721, Ягільниця—1760), 1754 провів поділ спадку з братом, дружина Маріанна Свідзінська, воєводичка брацлавська, помер бездітним
                  - Мацей (1723—1789) — граф (1783 — отримав графський титул від цісаря Йозефа ІІ Габсбурга), член Галицького станового сейму, капітан французької армії, ротмістр панцерний, каштелян київський (з 1762), воєвода брацлавський (з 1772)
                    - Антоній Юзеф (1760—1830) — граф, дружина Людвіка Жевуська, дочка коронного писаря[25] Казимира Жевуського[26]
                      - Людвік Мацей (1795—1819)
                      - Кароль Міхал
                      - Казімеж Вінцентій[27][28]
                        - Кароль — граф, правнук попереднього, польський мистецтвознавець, колекціонер, письменник і мандрівник, спадковий член Палати Панів в австрійській Державній Раді, віце-президент Організації Культурної Оборони в Галичині[джерело?]

              - Самуель Казімеж, дружина Гелена Констанція Ліпська (її третій чоловік Стефан Гумецький), помер бездітним

            - Веспасіан[22] (бл.1612—1677)[29] — єзуїт, потім світський ксьондз, кам'янецький латинський єпископ[22]

  - Лукаш[3]

### Інші представники роду
- Кшиштоф — кальвініст, радомський кастелян[30]
- Катажина — дружина Яна Слабоша, мати Станіслава Менжика[31].

### Резиденції, фундації

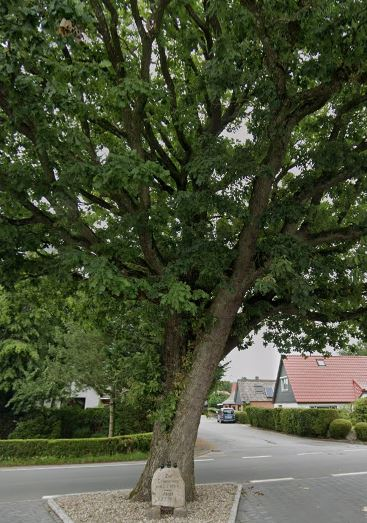
Ягільницький замок — пам'ятка архітектури національного значення
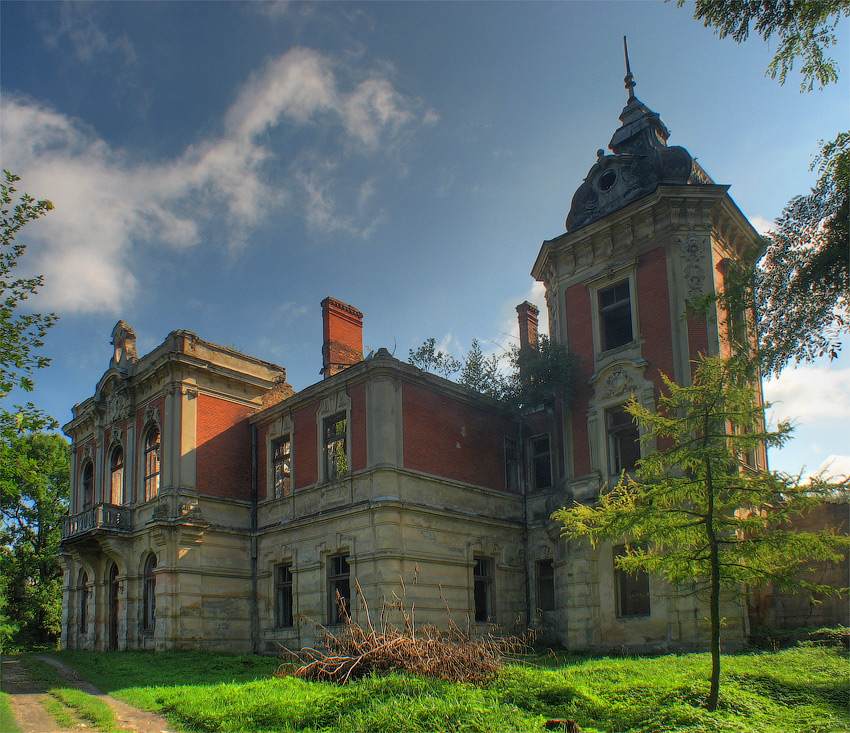
Тартаків
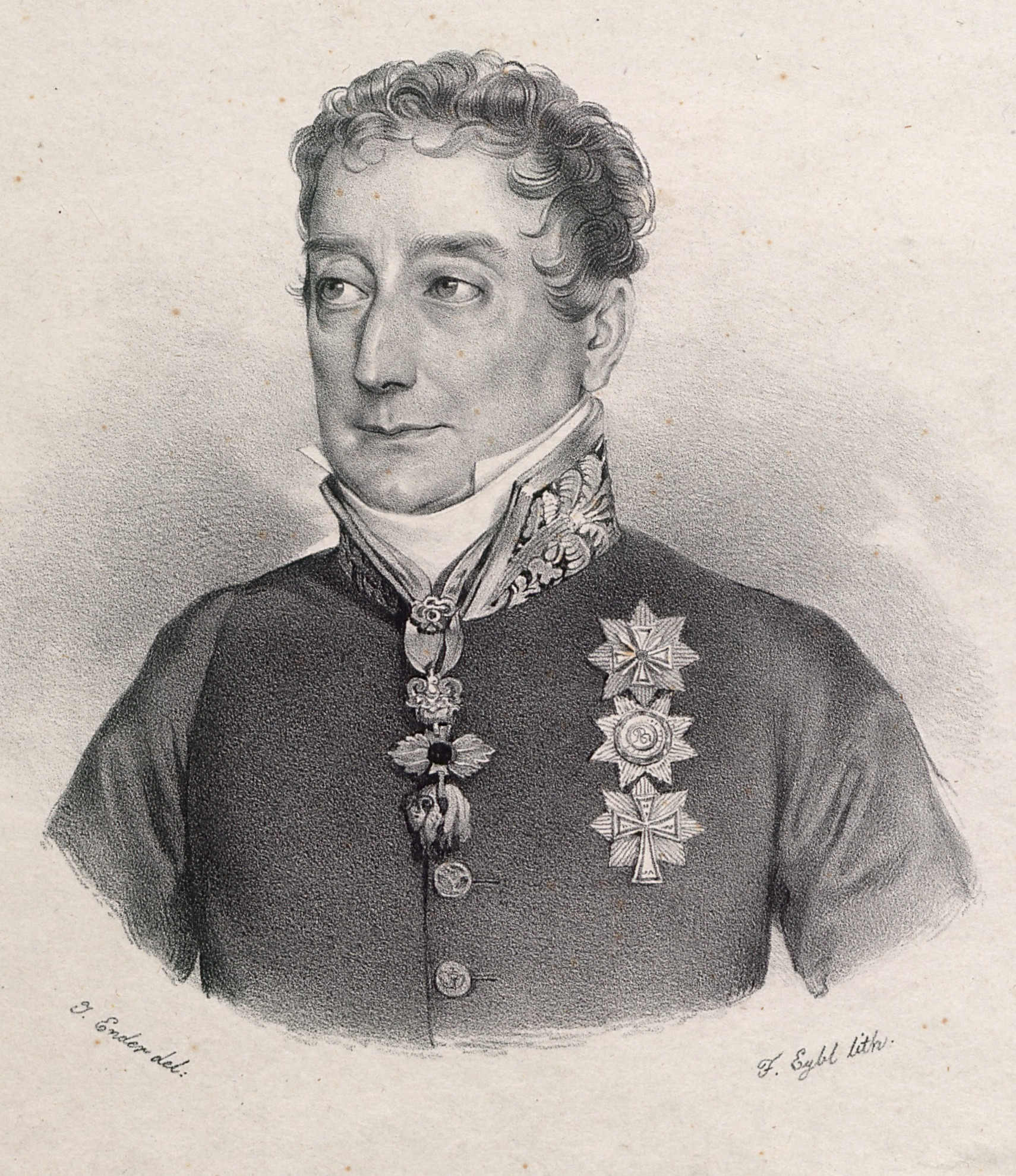
Антоній Юзеф Лянцкоронський

## Цікаві факти
Троє представників роду — усі з іменем Станіслав — посідали уряд Подільського воєводи.